# 阿尔塞纳·普约
阿尔塞纳·浦若（英語：Arsène Pujo，1861年12月16日—1939年12月31日），美国众议院议员，因普若委员会而闻名。该委员会在20世纪初促进了美国的金融改革。